# Argélia nos Jogos Olímpicos de Verão de 2004
A Argélia competiu nos Jogos Olímpicos de Verão de 2004, em Atenas, na Grécia.

## Desempenho

### Natação
Masculino
| Atleta(s)  | Evento     | Eliminatórias | Eliminatórias | Semifinal | Semifinal | Final | Final   |
| Atleta(s)  | Evento     | Tempo         | Posição       | Tempo     | Posição   | Tempo | Posição |
| ---------- | ---------- | ------------- | ------------- | --------- | --------- | ----- | ------- |
| Salim Iles | 50 m livre | 22s26         | 4º Q          | 22s16     | 4º Q      | 22s37 | 8º      |

### Remo
Masculino
| Equipe       | Evento        | Eliminatórias | Eliminatórias | Repescagem | Repescagem | Semifinal | Semifinal | Final   | Final                |
| Equipe       | Evento        | Tempo         | Posição       | Tempo      | Posição    | Tempo     | Posição   | Tempo   | Posição (Pos. final) |
| ------------ | ------------- | ------------- | ------------- | ---------- | ---------- | --------- | --------- | ------- | -------------------- |
| Mohamed Aich | Skiff simples | 7m41s85       | 4º R          | 7m46s98    | 4º S D/E   | 7m22s05   | 5º FE     | 7m25s49 | 4º (28º)             |